# Rue Debelleyme
Rue Debelleyme är en gata i Quartier des Enfants-Rouges och Quartier des Archives i Paris tredje arrondissement. Gatan är uppkallad efter Louis-Marie de Belleyme (1787–1862), jurist och polisprefekt. Rue Debelleyme börjar vid Rue de Turenne 83 och slutar vid Rue de Turenne 11.

## Omgivningar
- Saint-Denys-du-Saint-Sacrement
- Impasse Saint-Claude
- Rue Saint-Claude
- Rue Sainte-Anastase
- Rue du Roi-Doré

## Bilder
| - Louis-Marie de Belleyme. - Gatuskylt. - Saint-Denys-du-Saint-Sacrement. - Kyrkans klocktorn fotograferat från Impasse Saint-Claude. |

## Kommunikationer
- Tunnelbana – linje  – Saint-Sébastien – Froissart
- Busshållplats Saint-Claude – Paris bussnät, linje 96

### Webbkällor
- ”Rue Debelleyme”. Mairie de Paris. https://web.archive.org/web/20150910032533/http://www.v2asp.paris.fr/commun/v2asp/v2/nomenclature_voies/Voieactu/2622.nom.htm. Läst 20 oktober 2023.
- ”Rue Debelleyme”. Les rues de Paris. https://web.archive.org/web/20190901232152/http://www.parisrues.com/rues03/paris-03-rue-debelleyme.html. Läst 20 oktober 2023.